# 1581
1581 (MDLXXXI) fue un año común comenzado en domingo del calendario juliano, y un año común comenzado en jueves del calendario gregoriano.

## Acontecimientos
- 16 de abril: Felipe II de España es coronado rey de Portugal con el nombre de Felipe I.
- 28 de junio: Los tercios españoles toman la ciudad de Breda en el marco de la guerra de Flandes.
- 26 de julio: Las provincias rebeldes holandesas se autoproclaman como república independiente de España mediante la firma del acta de abjuración.

## Nacimientos
- 4 de enero: James Ussher, arzobispo anglicano irlandés (f. 1656).
- 2 de agosto: San Vicente de Paul, religioso francés (f. 1660).
- Cristóbal Gómez de Sandoval y de la Cerda, duque de Uceda, valido de Felipe III de España.
- Juan Ruiz de Alarcón, escritor mexicano.

## Fallecimientos
- 3 de febrero: muere Mahidevran Gülbahar fue la segunda consorte del sultán otomano Solimán el Magnífico, (n. 1500).
- 9 de octubre: San Luis Beltrán, dominico español.
- 19 de noviembre: Ivan Ivanovich de Rusia, Hijo del Zar Iván IV el terrible. (n.1554)
- 1 de diciembre: Alejandro Briant y Edmundo Campion, santos jesuitas y mártires ingleses.